# Singapurski Sojusz Demokratyczny
Singapurski Sojusz Demokratyczny (ang. Singapore Democratic Alliance, chiń. 新加坡民主联盟) – singapurska partia polityczna założona w 2001 roku głosząca poglądy liberalne i demokratyczne. Liderem partii jest Chiam See Tong. W wyborach parlamentarnych w 2013 roku SDA zdobyła 0,6% głosów osiągając najsłabszy wynik w historii partii.